# Marcelo Miranda Díaz
Marcelo Miranda Díaz (Santiago, Región Metropolitana, Chile, 29 de enero de 1967) es un exfutbolista y entrenador de fútbol chileno.

## Trayectoria

### Futbolista
Realizó su formación de futbolista en la cantera del club Universidad de Chile. Más tarde es enviado a préstamo al Club Malleco Unido de la Segunda División, en el año 1989 llega a Deportes Concepción, con el cual ganó la Liguilla de Copa Libertadores 1990, logrando clasificar a la Copa Libertadores de América de 1991, torneo que la ganaría su equipo compatriota Colo-Colo, club al que enfrentó en la Copa de ese año y en que militaría al finalizar su carrera como jugador.
En el año 1992 fue transferido a Cobreloa, Durante su estancia consiguió obtener el título de Primera división de Chile en los años 1992, y disputar la Copa Libertadores de América de 1993 y 2000.
El año 2001 juega por Colo-Colo, club en donde no solo se retiró como futbolista profesional, sino que también se preparaba para su período de quiebra y fue el único club grande de Santiago, en que militó en su carrera futbolística, con los albos jugó la desaparecida Copa Mercosur 2001. Además ese año Miranda se ganó no solo el odio de los hinchas loínos, por su traspaso al equipo popular, sino que también el cariño de los hinchas colocolinos, sobre todo cuando le marcó un gol a la Universidad de Chile, en la primera rueda del Campeonato Nacional de ese año, torneo que quedó en manos de Santiago Wanderers.

### Entrenador
Su carrera de entrenador comenzó en 2006 en el club Hossana de Tercera División, llegando a la liguilla final. En 2007 fue contratado por Malleco Unido, donde logró llegar a disputar la liguilla de ascenso, siendo eliminado en la semifinal. En 2008 pasó a entrenar a Naval de Talcahuano, también de Tercera División, equipo con el cual logró el campeonato de la categoría, ascendiendo a Primera B. En 2009 dejó dicho club tras una campaña irregular.
En 2010 asumió en la banca de Unión Temuco, de la Tercera División, siendo destituido en julio del mismo año.
En 2011 fue contratado para dirigir a Lota Schwager, tomando el mando del equipo con cero puntos transcurridos cinco partidos, y en último lugar de la tabla del Torneo Apertura de la Primera B. Tras asumir llevó al elenco a la medianía de la tabla.
En 2012 el presidente de Lota Schwager Jaime Valdés decide desvincular al técnico, en circunstancias no muy claras. Miranda dejó al club en la medianía de la tabla, pero tras su salida el equipo estuvo a pasos del descenso. En septiembre de 2012, retoma la actividad en forma interina en Naval de Talcahuano, hasta el término del Torneo Primera B y logró quedar en segunda posición del torneo de clausura de Primera B, disputando incluso la Liguilla de Promoción, la cual la perdió ante Santiago Wanderers. En mayo de 2013 dejó la banca chorera.
En 2013 fue contratado por el Deportes Copiapó de la Primera División B del fútbol chileno, hasta noviembre de dicho año, momento en que fue desvinculado por mal rendimiento del equipo.
El 15 de septiembre de 2014, inicia un segundo ciclo a cargo del "cuadro minero" Lota Schwager, en busca de salvarlo del descenso a la tercera categoría del fútbol chileno. Sin embargo es cesado en febrero de 2015, por discrepancias con sus "dirigidos" y los malos resultados obtenidos.
En 2018 fue contratado por Deportes Melipilla para tomar a la serie sub-14 del equipo. En 2022, es anunciado como nuevo jefe técnico del fútbol formativo de Cobreloa.

## Selección nacional
Jugó en la Selección de fútbol de Chile en las eliminatorias para Francia 98', pero estuvo solo en algunos partidos y no fue convocado por Nelson Acosta, para conformar el plantel de jugadores, que llevó Chile a disputar ese Mundial. Formó parte del plantel alternativo que Acosta nominó para enfrentar la Copa América de Bolivia 1997.

### Participaciones en Copa América
| Torneo            | Sede    | Resultado     | Partidos | Goles |
| ----------------- | ------- | ------------- | -------- | ----- |
| Copa América 1997 | Bolivia | Primera ronda | 1        | 0     |

### Participaciones en eliminatorias a la Copa del Mundo
| Eliminatoria                 | Sede    | Resultado   | Posición | Partidos | Goles |
| ---------------------------- | ------- | ----------- | -------- | -------- | ----- |
| Clasificatorias Francia 1998 | Francia | Clasificado | 4.º      | 6        | 0     |

### Partidos internacionales
| 1     | 9 de abril de 1991      | Estadio Luis "Pirata" Fuente, Veracruz, México         | México     | 1-0 | Chile   |   | Arturo Salah      | Amistoso                     |  |
| 2     | 22 de mayo de 1991      | Estadio Lansdowne Road, Dublín, Irlanda                | Irlanda    | 1-1 | Chile   |   | Arturo Salah      | Amistoso                     |  |
| 3     | 30 de mayo de 1991      | Estadio Santa Laura, Santiago, Chile                   | Chile      | 2-1 | Uruguay |   | Arturo Salah      | Amistoso                     |  |
| 4     | 4 de febrero de 1996    | Estadio Félix Capriles, Cochabamba, Bolivia            | Bolivia    | 1-1 | Chile   |   | Xabier Azkargorta | Amistoso                     |  |
| 5     | 7 de febrero de 1996    | Estadio Sausalito, Viña del Mar, Chile                 | Chile      | 2-1 | México  |   | Xabier Azkargorta | Amistoso                     |  |
| 6     | 14 de febrero de 1996   | Estadio Francisco Sánchez Rumoroso, Coquimbo, Chile    | Chile      | 4-0 | Perú    |   | Xabier Azkargorta | Amistoso                     |  |
| 7     | 26 de mayo de 1996      | Estadio Nacional, Santiago, Chile                      | Chile      | 2-0 | Bolivia |   | Xabier Azkargorta | Amistoso                     |  |
| 8     | 25 de agosto de 1996    | Estadio Edgardo Baltodano Briceño, Liberia, Costa Rica | Costa Rica | 1-1 | Chile   |   | Nelson Acosta     | Amistoso                     |  |
| 9     | 9 de octubre de 1996    | Estadio Defensores del Chaco, Asunción, Paraguay       | Paraguay   | 2-1 | Chile   |   | Nelson Acosta     | Clasificatorias Francia 1998 |  |
| 10    | 15 de diciembre de 1996 | Estadio Monumental, Buenos Aires, Argentina            | Argentina  | 1-1 | Chile   |   | Nelson Acosta     | Clasificatorias Francia 1998 |  |
| 11    | 4 de enero de 1997      | Estadio Sausalito, Viña del Mar, Chile                 | Chile      | 7-0 | Armenia |   | Nelson Acosta     | Amistoso                     |  |
| 12    | 12 de enero de 1997     | Estadio Nacional, Lima, Perú                           | Perú       | 2-1 | Chile   |   | Nelson Acosta     | Clasificatorias Francia 1998 |  |
| 13    | 12 de febrero de 1997   | Estadio Hernando Siles, La Paz, Bolivia                | Bolivia    | 1-1 | Chile   |   | Nelson Acosta     | Clasificatorias Francia 1998 |  |
| 14    | 8 de junio de 1997      | Estadio Olímpico Atahualpa, Quito, Ecuador             | Ecuador    | 1-1 | Chile   |   | Nelson Acosta     | Clasificatorias Francia 1998 |  |
| 15    | 14 de junio de 1997     | Estadio Félix Capriles, Cochabamba, Bolivia            | Argentina  | 2-0 | Chile   |   | Nelson Acosta     | Copa América 1997            |  |
| Total | Total                   | Total                                                  | Presencias | 15  | Goles   | 0 |                   |                              |  |

| Selección chilena | Selección chilena | Selección chilena |
| Año               | Partidos          | Goles             |
| ----------------- | ----------------- | ----------------- |
| 1991              | 2                 | 0                 |
| 1996              | 8                 | 0                 |
| 1991              | 5                 | 0                 |
| Total             | 15                | 0                 |

## Clubes

### Como jugador
| Club                | País  | Año       |
| ------------------- | ----- | --------- |
| Malleco Unido       | Chile | 1988      |
| Deportes Concepción | Chile | 1989-1991 |
| Cobreloa            | Chile | 1992-2000 |
| Colo-Colo           | Chile | 2001      |

### Como entrenador
| Club             | País  | Año       |
| ---------------- | ----- | --------- |
| Hosanna          | Chile | 2006      |
| Malleco Unido    | Chile | 2007      |
| Naval            | Chile | 2008-2009 |
| Unión Temuco     | Chile | 2010      |
| Lota Schwager    | Chile | 2011-2012 |
| Naval            | Chile | 2012      |
| Deportes Copiapó | Chile | 2013      |
| Lota Schwager    | Chile | 2014-2015 |

## Palmarés

### Como jugador

#### Campeonatos nacionales
| Título                    | Club     | País  | Año  |
| ------------------------- | -------- | ----- | ---- |
| Primera División de Chile | Cobreloa | Chile | 1992 |